# Я люблю тебя, жизнь
«Я люблю тебя, жизнь» — популярная советская песня 1956 года на стихи Константина Ваншенкина, музыка Эдуарда Колмановского.
Я люблю тебя, жизнь,
Что само по себе и не ново,
Я люблю тебя, жизнь,
Я люблю тебя снова и снова.
Вот уж окна зажглись,
Я шагаю с работы устало,
Я люблю тебя, жизнь,
И хочу, чтобы лучше ты стала.
Мне немало дано —
Ширь земли и равнина морская,
Мне известна давно
Бескорыстная дружба мужская…

## Исполнители
Песня «Я люблю тебя, жизнь» была написана для Марка Бернеса и оставалась в его репертуаре до самой его смерти.
В 1963 году в Москве проходил Всемирный конгресс женщин, к этому мероприятию были выпущены пластинки с записями песни на английском («I’m in Love With You, Life», английский текст: T. Botting) и французском («Oui, je t’aime, la vie», текст: Alice Orane) языках. Исполнил обе версии Иосиф Кобзон (обе пластинки содержали также франко- и англоязычные версии песни «Подмосковные вечера» в исполнении Г. Отса).
Во втором сезоне шоу «Голос» её исполнил Сергей Волчков, ставший впоследствии победителем: «Когда Градский выбрал для меня в проекте „Голос“ песню „Я люблю тебя, жизнь“, я ему сказал, что, наверное, ещё молод для неё, это серьёзная, взрослая песня. Он ответил: „А почему молод? Ты же кого-то по-настоящему любишь и чего-то ждёшь в этой жизни?“ У меня тогда должна была родиться дочь. Он посоветовал петь эту песню для неё. Этот совет перевернул во мне понимание музыки, слова»".
В апреле 2020 года, во время пандемии COVID-19, полиция финского города Оулу выложила на хостинге YouTube видеоролик финской версии песни — Rakastan elämää, призвав тем самым горожан оставаться дома во время самоизоляции. Песню исполнил идущий по опустевшим улицам города оперный певец и полицейский Петрус Шродерус (фин. Petrus Schroderus). Впервые песня на финском языке была представлена ещё в 1962 году на пластинке «Vuosikirja 1962 — 50 hittiä» в исполнении Георга Отса. Авторский текст — поэта Паули Салонена (фин. Pauli Salonen).
Песню исполняли Георг Отс, Владимир Трошин, Иосиф Кобзон, Дмитрий Гнатюк, Артур Эйзен, Николай Кондратюк, Юрий Гуляев, Эдита Пьеха, Юрий Визбор, Боря Моисеев, Дмитрий Харатьян, Олег Погудин, Владимир Васильев и многие другие.

## В эфире
Начальные ноты песни использовались в качестве позывных радиостанции иностранного вещания советских общественных организаций «Мир и прогресс».